# Hof Dicke
Koordinaten: 48° 40′ 39,8″ N, 8° 44′ 29,1″ ODer Hof Dicke ist ein einzelnes Gehöft südwestlich von Stammheim, einem Ortsteil von Calw im Schwarzwald. Der Hof liegt auf ca. 512 m Höhe auf dem Bergplateau über dem Ostufer (rechts) der Nagold. Im Tal unterhalb liegt im Süden der Hof Waldeck und im Westen Station Teinach mit dem Bahnhof Bad Teinach-Neubulach.

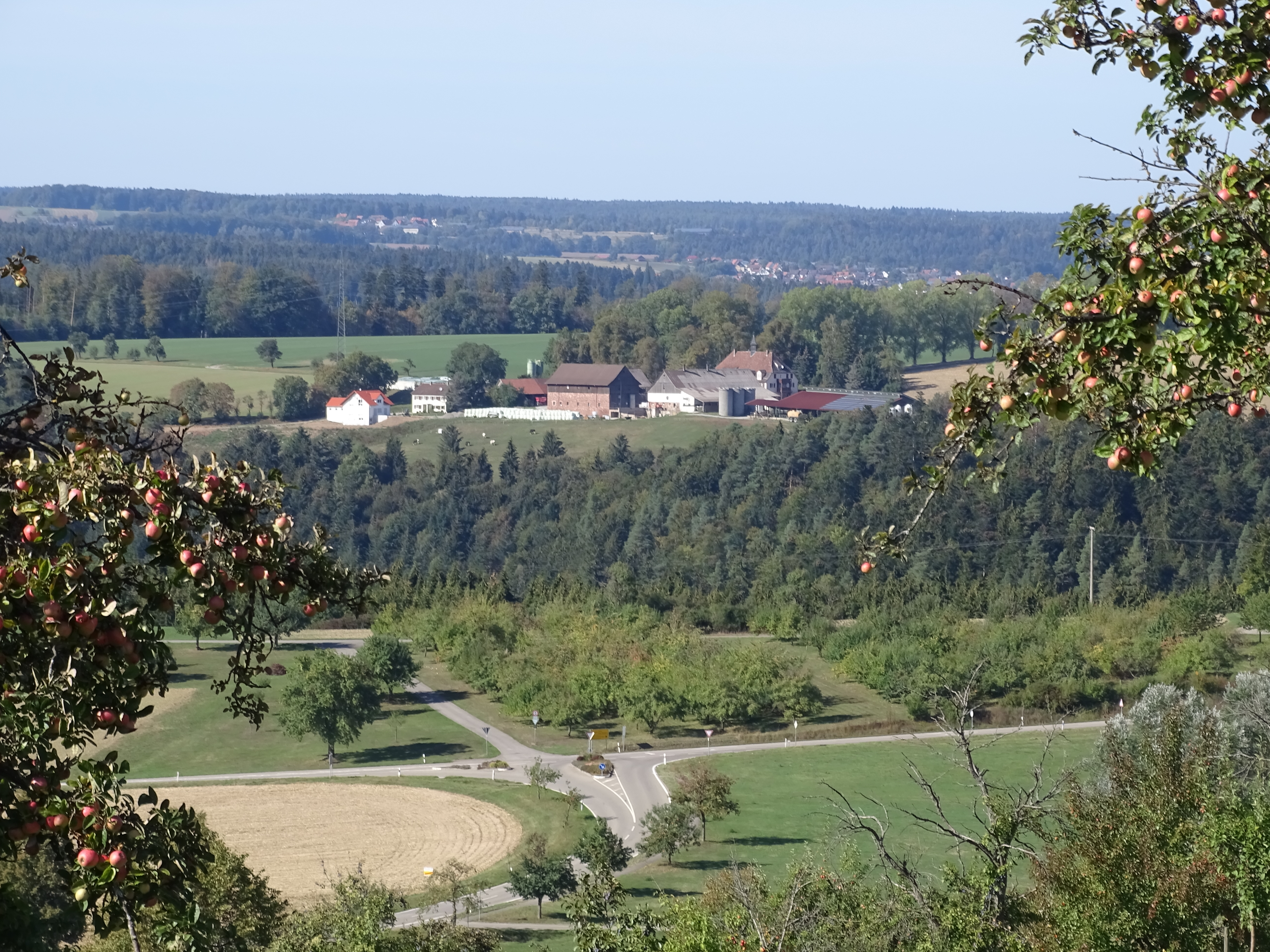
Hof Dicke von Holzbronn aus, 2018

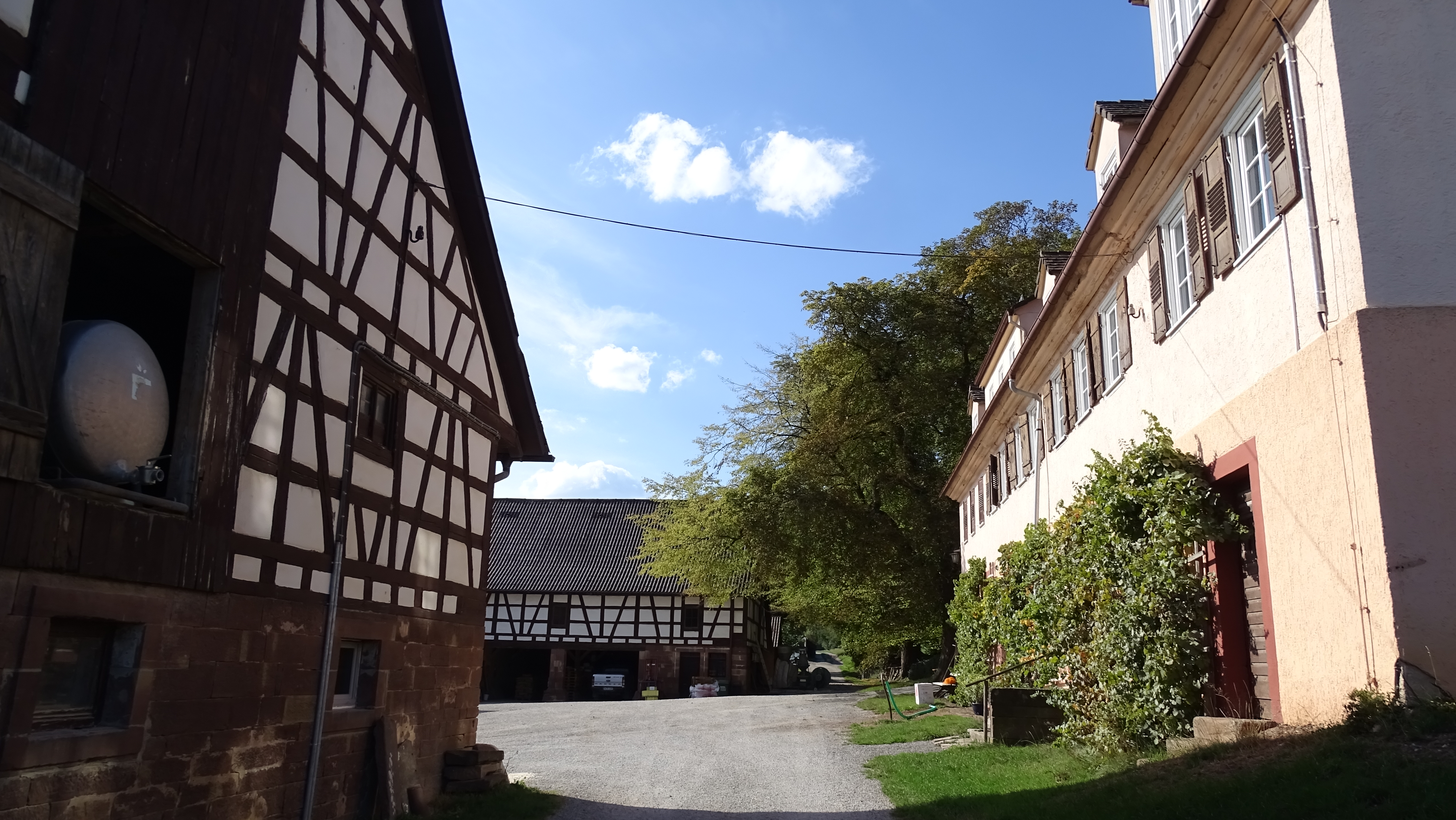
Hof Dicke

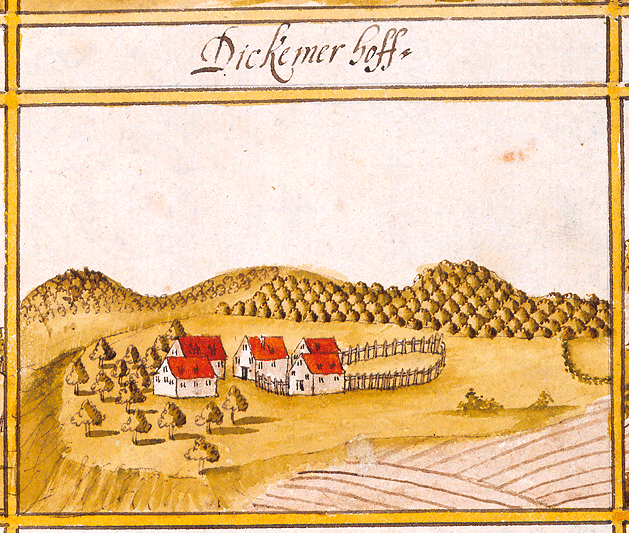
Hof Dicke 1681 im Kieserschen Forstlagerbuch

Der Hof gehörte früher zur Burg Dicke (Dickener Schlössle), von dem jedoch nur noch wenige Mauerreste erhalten sind. Heute wird auf dem Hof Landwirtschaft und Imkerei betrieben.